# اینکردیبل استرینگ بند
اینکردیبل استرینگ بند (انگلیسی: The Incredible String Band) که گاه به اختصار آی‌اس‌بی (ISB) خوانده می‌شود، گروه موسیقی سایکدلیک فولک اسکاتلندی شکل گرفته در سال ۱۹۶۶ بود. گروه به‌خصوص در بریتانیای متأثر از ضدفرهنگ دهه ۱۹۶۰ هواداران پروپاقرصی داشت و به‌عنوان یکی از پیشگامان سبک سایکدلیک فولک، با بهره‌گیری از انواع گونه‌ها و سازهای موسیقی سنتی، نقش قابل توجهی نیز در گسترش موسیقی ملل ایفا کرد.
اینکردیبل استرینگ بند یک‌بار در سال ۱۹۷۴ از هم پاشید اما در سال ۱۹۹۹ احیا شد و با تغییراتی در اعضا تا سال ۲۰۰۶ به فعالیت ادامه داد.